# 全国農民会総連盟
全国農民会総連盟（ぜんこくのうみんかいそうれんめい）は、食糧自給型農業の展開と環境保全を通じて、農民の権益保護や韓国人の自主的な経済建設を目指す、韓国の農民団体の連合体。略称は全農。
全農は1990年4月24日に結成され、現在では韓国国内の百数十におよぶ農民団体が加盟している。新自由主義経済における農業部門の市場開放や、無分別な農畜産物の輸入開放に反対する活動などを行っており、2005年には韓国民衆闘争団の一員として、香港で行なわれた反WTOデモに参加している。